# 예산 삽교 FC
예산삽교FC U18은 충청남도 예산군에 위치한 under-18팀 유형의 축구단이다. 삽교고등학교의 축구부원으로 구성되어 있으며, 2016년에 창단 되었다.

## 참고 문헌
- “KFA 통합경기정보 시스템”. 대한축구협회.

## 같이 보기
- 삽교고등학교